# Андреа Магі
Андреа Магі (італ. Andrea Magi, 14 липня 1966) — італійський професійний боксер, призер чемпіонату Європи серед аматорів.

## Аматорська кар'єра
1986 року став чемпіоном Італії.
На чемпіонаті Європи 1987 завоював бронзову медаль.
- В 1/8 фіналу переміг Еріха Кнехтля (Австрія) — RSC 3
- У чвертьфіналі переміг Станіслава Лакоміца (Польща) — 3-2
- У півфіналі програв Юрію Вауліну (СРСР) — 0-5

Того ж 1987 року, програвши у фіналі Даміру Шкаро (Югославія), завоював срібну медаль на Середземноморських іграх.
На Олімпійських іграх 1988 переміг Пуа Ульберга (Самоа) та Брента Косолофськи (Канада) і програв Нурмагомеду Шанавазову (СРСР).

## Професіональна кар'єра
Відразу після Олімпіади перейшов до професійного боксу. Не знав поразок у шістнадцяти боях поспіль. 29 вересня 1993 року вийшов на бій проти чемпіона світу за версією WBO в напівважкій вазі американця Ліонзера Барбера і зазнав першої поразки одностайним рішенням.
В наступному бою 4 червня 1994 року зазнав другої поразки одностайним рішенням від чемпіона світу за версією IBF Генрі Маске.
Здобувши дві перемоги, 20 січня 1996 року вийшов на бій за титул чемпіона Європи за версією EBU і програв нокаутом в другому раунді Едді Смулдерсу (Нідерланди).
Після майже дворічної перерви провів два переможних боя і 20 березня 1998 року вийшов на бій проти чемпіона світу за версією WBO Даріуша Міхальчевського. Програвши поляку технічним нокаутом в четвертому раунді, завершив виступи.